# Тенишев, Сергей Дмитриевич
Сергей Дмитриевич Тенишев (1928—1996) — советский раллийный гонщик послевоенной эпохи, победитель первого многодневного ралли СССР, участник множества международных соревнований. Испытатель НАМИ. Мастер спорта СССР (1955). Заслуженный мастер спорта СССР (1969).

## Выступления
В 1955 году был проведён первый чемпионат СССР по шоссейно-кольцевым гонкам. Он был проведён под Минском на большой трассе (44,1 км). Тенишев выступал на «Победе» с серийным кузовом и занял третье место. Первое и второе места заняли гонщики команды ГАЗ, которые выступали на полностью спортивных автомобилях.
Сергей Тенишев стал победителем первого многодневного ралли в истории СССР. Его старт был дан 31 мая 1957 года в Тушино, недалеко от аэроклуба имени Чкалова. Маршрут ралли был рассчитан на три дня: Москва→Можайск→Минск→Псков→Витебск→Москва. Сергей выступал на ГАЗ-69, его штурманом был П. Васюков. Экипаж занял первое место в классе «Победа» и ГАЗ-69 от команды «Торпедо-НАМИ».
В 1958 году Тенишев принял участие в первом выступлении советских гонщиков за рубежом — Ралли «Тысяча Озёр», но не дошёл до финиша.
В следующем, 1959 году на автомобиле Москвич-407 экипаж  117  С. Тенишев и Б. Конев поднялся на 33 место из 81 стартовавшего участника (12 место в своём классе).
В 1961 году Тенишев на Москвиче-407 участвовал в 5000-километровом ралли «За Мир и Дружбу», проводившегося с 1960 года. Трасса проходила по пяти «странам народной демократии» от Балатона в Дрезден. Штурманом на этот раз был Н. Ионкин, экипаж занял 1 место в зачёте «1600», вторыми были также представители «Торпедо-НАМИ» В. Локтионов и штурман А. В. Дмитриевский.
В 1963 году — выступление на ралли Акрополис в качестве штурмана А. Дмитриевского на Москвиче-407. В итоге 24 место в абсолюте и пятое в своём классе. А на Ралли «Тысяча Озёр» экипаж финишировал 54-м.
Следующий, 1964 год также в составе Дмитриевский-Тенишев вывели «Волгу» ГАЗ-21 государственный номер  АВ 00-53  на ралли Монте-Карло. Не обошлось без приключений, камнем разбило ветровое стекло, но несмотря на это экипаж  31  дошёл до финиша и был награждён в составе команды «Автоэкспорт». По другим данным, экипаж не был классифицирован в гонке.
С 1967 года сформировался экипаж Сергей Тенишев и Валентин Кислых. Они выступали в декабре 1967 года на ралли «Эфиопия» на «Волге» М-21-3000 и заняли первое место в классе и второе место в абсолютном зачёте.
Следующее важное достижение спортсмена — выступление на ралли Лондон — Сидней 1968 года, в котором он финишировал лучшим из своей команды, на 20 месте из 56 финишировавших.
После этого экипаж С. Тенишев, В. Кислых, В. Широченков выступили на ралли Лондон-Мехико 1970 года, 20 место из 26 финишировавших, экипаж  40  помог обеспечить команде третье место в командном зачёте.
Последний международный старт Сергея Дмитриевича состоялся в 1971 году, на Ралли Швеции за рулём спортивного Москвич-412. Для всех четырёх представителей советской команды гонка закончилась сходом с дистанции.
Скончался после тяжелой болезни в 1996 году.